# Roger Williams (pianiste)
Pour les articles homonymes, voir Roger Williams et Williams.
Roger Williams, né le 1er octobre 1924 et mort le 8 octobre 2011, est un pianiste populaire américain. Il a enregistré plus d'une centaine d'albums au cours de sa carrière, et 23 de ses singles ont figuré au classement Hot 100 du magazine Billboard de 1955 à 1969.

## Biographie
Roger Williams a commencé à jouer du piano dès l'âge de 3 ans. Il s'est intéressé à la boxe lorsqu'il a fréquenté le high school, mais une série de blessures l'ont vite convaincu de revenir à la musique. Il a étudié le piano à l'Université Drake, en Iowa, puis au Juilliard School à New York avec les pianistes de jazz Lennie Tristano et Art Tatum.
Sa carrière professionnelle a pris son envol lorsque Dave Kapp lui a offert un contrat d'enregistrement avec sa compagnie de disques. En 1955, son enregistrement de la mélodie Autumn Leaves a été le succès numéro 1 pendant quatre semaines, devenant le seul disque de piano de l'histoire à figurer en tête du classement Billboard Hot 100.
Roger Williams a obtenu deux autres titres au Top 10: Near You en 1958 et le thème du film Born Free en 1966.   